# Damastes malagassus
Damastes malagassus är en spindelart som först beskrevs av Fage 1926.  Damastes malagassus ingår i släktet Damastes och familjen jättekrabbspindlar.
Artens utbredningsområde är Madagaskar. Inga underarter finns listade i Catalogue of Life.